# Fernand Fédronic
Fernand Fédronic, né le 21 décembre 1964 à Sainte-Foy-lès-Lyon dans le Rhône, est un patineur français de patinage artistique. Il a été champion de France en 1985, champion d'Europe en figures imposées la même année, et vice-champion du monde professionnel en 1990. Diplômé de l'Institut français de gestion (IFG), il est aujourd'hui chorégraphe et, après des études au Conservatoire national supérieur de musique et de danse de Paris (CNSMDP), chanteur classique.

## Biographie

### Carrière sportive
Fernand Fédronic entre à 13 ans à l'Institut national des sports et d'éducation physique (INSEP). Il est successivement champion de France minime en 1974, junior en 1979 et 1981 et élite en 1985. Il est également récompensé par 4 médailles de bronze aux championnats de France élite.
En 1982, il remporte le Grand prix international de Saint-Gervais.
Sur le plan international, il est champion d'Europe en figures imposées en 1985 à Göteborg, avant de se classer finalement à la 7e place. Un an plus tôt, il est 12e à Ottawa qui est son meilleur résultat aux championnats du monde.
Il est considéré comme l'un des meilleurs patineurs mondiaux en figures imposées de sa génération (1er aux championnats d'Europe à Göteborg en 1985, 3ème aux championnats du monde à Tokyo en 1985).

### Carrière de patineur professionnel
En 1990, Fernand Fédronic participe à Jaca (Espagne) aux championnats du monde professionnels de patinage artistique où il devient vice-champion du monde.
Il est, depuis 1990, soliste international et participe à de nombreuses tournées internationales en tant que patineur, puis chorégraphe. Il est invité à se produire en 1990 à Paris au palais omnisports de Bercy dans Les Dieux de la glace aux côtés des plus grands patineurs mondiaux. Il dirige sa propre société et créé de nombreux spectacles (Show Glace, Gaité parisienne on Ice, ...) dans lesquels se produisent de célèbres patineurs (Paul et Isabelle Duchesnay, Surya Bonaly, Philippe Candeloro, Gary Beacom, Anita Hartshorn et Franck Sweiding, Jozef Sabovčík...). En 1992-1993, il est le directeur artistique et le chorégraphe de la tournée française de la double championne olympique, Katarina Witt. Il crée également la chorégraphie de la cérémonie d'ouverture des championnats du monde de patinage artistique, organisés à Nice en 2000. Connu pour la grande créativité artistique de ses exhibitions, Fernand Fédronic est invité à se produire sur tous les continents (Europe, États-Unis, Émirats arabes unis, Thaïlande, Chine, Katar, Hong-Kong, Turkménistan, ...). En 2000, il est engagé comme soliste du nouveau spectacle In concert, d'Holiday on Ice. Il assure, par ailleurs, entre 2000 et 2010, la direction artistique et la chorégraphie des tournées "GPA on Ice" puis "Générali on Ice", qui remportent de nombreux prix. Pendant plusieurs saisons, il est également invité comme patineur soliste du spectacle Bonheur du Lido de Paris.

### Carrière de chanteur lyrique
Fernand Fédronic débute en 1988 le chant au Conservatoire national de région (CNR) de Rouen dans la classe d'Henri Bédex, puis intègre la classe d'opérette de Nicole Broissin au conservatoire du XIe arrondissement de Paris. Deuxième prix du Conservatoire national supérieur de musique et de danse (CNSMDP) de Paris, son timbre de ténor léger lui permet d'aborder des rôles appartenant au répertoire de l'opéra et de l'opérette. Il se produit régulièrement sur scène et a interprété de très nombreuses fois le rôle de Pâris dans La Belle Hélène d'Offenbach (plus de 100 représentations). Il a aussi tenu les premiers plans dans plusieurs comédies musicales sur glace (La Belle et la Bête, Robin des bois, Alice au pays des Merveilles, ...). Il a en outre interprété de nombreux rôles (Remendado dans Carmen de Bizet, Gonzalves dans L'Heure espagnole  de Ravel, la Théière et la Reinette dans L'Enfant et les sortilèges de Ravel, le Brésilien dans La Vie Parisienne d'Offenbach, Martel dans La-Haut ! de Maurice Yvain aux côtés de Bernard Fresson et Jean-Marie Proslier, les quatre valets des Contes d'Hoffmann d'Offenbach, ...). Il crée le rôle de ténor dans l'opéra-ballet La Princesse de Milan de Karine Saporta sur une musique de Michael Nyman. Il chante sur de nombreuses scènes françaises (Opéra de Rouen, Comédie de Caen, Cité de la Musique à Paris, Théâtre Silvia Monfort à Paris, Opéra de Cherbourg, Théâtre de l'Odéon à Marseille, festivals...), ainsi qu'à l'étranger (Maroc, Pays-Bas, Italie). Il a notamment chanté en 2016 le ténor solo du Stabat Mater de Rossini.
Fernand Fédronic est également invité à se produire en tant que chanteur lyrique dans les galas de patinage artistique.
Il cumule désormais des activités d'organisateur de galas sur glace, de chorégraphe et de chanteur classique (ténor).

### Spécialiste technique de l'International skating union(ISU)
Fernand Fédronic est spécialiste technique depuis 2006 de l'ISU.

### Patinage artistique sur roller
À l'issue de sa carrière de patineur, il se lance dans le roller en ligne, discipline dans laquelle il gagne quatre médailles d'or au World Open.
Depuis 2014, il est le Président de la World Inline Figure Skating Association.
En 2017, il a été également coordinateur pour le "roller in line", du comité technique artistique de la fédération internationale "roller sports" et de la confédération européenne de roller skating.

## Palmarès
| Compétition                   | 1979    | 1980    | 1981    | 1982    | 1983    | 1984    | 1985    | 1986    | 1987    | 1988    |  |  |  |  |
| Jeux olympiques d'hiver       |         |         |         |         |         |         |         |         |         |         |  |  |  |  |
| Championnats du monde         |         |         |         |         |         | 12e     | 15e     |         |         |         |  |  |  |  |
| Championnats d’Europe         |         |         |         |         | 10e     |         | 7e      |         |         |         |  |  |  |  |
| Championnats de France        |         |         |         |         | 3e      | 3e      | 1er     |         | 3e      | 3e      |  |  |  |  |
| Championnats du monde juniors | 8e      |         | 11e     |         |         |         |         |         |         |         |  |  |  |  |
|                               |         |         |         |         |         |         |         |         |         |         |  |  |  |  |
| Autres Compétitions           | 1978/79 | 1979/80 | 1980/81 | 1981/82 | 1982/83 | 1983/84 | 1984/85 | 1985/86 | 1986/87 | 1987/88 |  |  |  |  |
| Skate America                 |         |         |         |         |         | 5e      |         | 6e      |         |         |  |  |  |  |
| Trophée de France             |         |         |         |         |         |         |         |         |         | 6e      |  |  |  |  |
|                               |         |         |         |         |         |         |         |         |         |         |  |  |  |  |